# Rondibilis dohertyi
Rondibilis dohertyi är en skalbaggsart som först beskrevs av Stefan von Breuning 1958.  Rondibilis dohertyi ingår i släktet Rondibilis och familjen långhorningar. Inga underarter finns listade i Catalogue of Life.